# Manners (Mondkrater)
Manners ist ein kreisrunder, schüsselförmiger Einschlagkrater auf dem Erdmond im westlichen Teil des Mare Tranquillitatis. Er weist einen erhöhten Rand und eine relativ ebene Innenfläche auf. Durch seine gegenüber den umgebenden Maria höhere Albedo erscheint er hell.
Im Nordosten liegt der Krater Arago und südlich kann man die Krater Ritter und Sabine erkennen.
| Buchstabe | Position         | Durchmesser | Link |
| --------- | ---------------- | ----------- | ---- |
| A         | 4,64° N, 19,1° O | 3 km        |      |